# Iran ai Giochi della XIX Olimpiade
L'Iran partecipò ai Giochi della XIX Olimpiade che si sono svolti a Città del Messico dal 12 al 27 ottobre 1968, con una delegazione di 14 atleti impegnati in tre discipline: atletica leggera, lotta e sollevamento pesi per un totale di 14 competizioni. Portabandiera fu il lottatore Abolfazl Anvari, alla sua prima Olimpiade.
La squadra iraniana, alla sua settima partecipazione ai Giochi estivi, conquistò cinque medaglie: due d'oro, una d'argento e due di bronzo. Uno dei due titoli fu vinto nella lotta libera, l'altro nel sollevamento pesi.

## Medagliere

### Per discipline
| Sport             | Oro | Argento | Bronzo | Totale |
| ----------------- | --- | ------- | ------ | ------ |
| Sollevamento pesi | 1   | 1       | 0      | 2      |
| Lotta libera      | 1   | 0       | 2      | 3      |
| Totale            | 2   | 1       | 2      | 5      |

### Medaglie
| Medaglia | Atleta                   | Sport             | Evento       |
| -------- | ------------------------ | ----------------- | ------------ |
| Oro      | Abdollah Movahed         | Lotta libera      | Pesi leggeri |
| Oro      | Mohammad Nassiri         | Sollevamento pesi | Pesi gallo   |
| Argento  | Parviz Jalayer           | Sollevamento pesi | Pesi leggeri |
| Bronzo   | Abutaleb Gorgori         | Lotta libera      | Pesi gallo   |
| Bronzo   | Shamseddin Seyed-Abbassi | Lotta libera      | Pesi piuma   |